# České Budějovice
České Budějovice (phát âm tiếng Séc: [ˈtʃɛskɛː ˈbuɟɛjovɪtsɛ]; thông tục: Budějice hay Budějce; tiếng Đức: Budweis hay Böhmisch Budweis) là một thành phố lớn nhất và là thủ phủ thương mại và chính trị của vùng Nam Bohemia của Cộng hòa Séc. Thành phố có tổng diện tích 56 km2. Theo điều tra năm 2009 là 95.709 người. Không nên nhầm lẫn với Moravské Budějovice ở Morava.
Thành phố České Budějovice được lập bởi Hirzo, một hiệp sĩ của vua Ottokar II của Bohemia, và đã được ban điều lệ năm 1265.